# Toon den Boer
Antonie (Toon) den Boer (Amsterdam, 10 mei 1943) is een Nederlands voormalig voetballer die als middenvelder voor AFC Ajax, HFC Haarlem, Blauw-Wit en De Volewijckers speelde.

## Carrière
Toon den Boer kwam in 1964 als amateur van De Zwarte Schapen over naar AFC Ajax. Hij speelde hier vooral in het tweede elftal. Hij debuteerde in het eerste elftal op 13 september 1964, in de met 2-2 gelijkgespeelde uitwedstrijd tegen MVV. Hij scoorde zijn enige doelpunt voor Ajax in de met 2-1 gewonnen uitwedstrijd tegen NAC. Hij speelde in het seizoen 1964/65 in totaal acht wedstrijden voor Ajax. In het seizoen erna kwam hij niet meer in actie en werd hij op de transferlijst geplaatst. Hij vertrok naar HFC Haarlem, waarmee hij in het seizoen 1966/67 kampioen werd van de Tweede Divisie. Na dit seizoen vertrok hij naar Blauw-Wit, waar hij ook een seizoen speelde. Hierna speelde hij nog vijf seizoenen voor De Volewijckers, voor hij stopte met betaald voetbal en nog voor de amateurs van De Spartaan en DRC uitkwam.

### Statistieken
| Seizoen                   | Club            | Land      | Competitie     | Competitie | Competitie | Beker | Beker | Overig | Overig | Totaal | Totaal |
| Seizoen                   | Club            | Land      | Competitie     | Wed.       | Dlp.       | Wed.  | Dlp.  | Wed.   | Dlp.   | Wed.   | Dlp.   |
| ------------------------- | --------------- | --------- | -------------- | ---------- | ---------- | ----- | ----- | ------ | ------ | ------ | ------ |
| 1964/65                   | AFC Ajax        | Nederland | Eredivisie     | 7          | 1          | 1     | 0     | –      | –      | 8      | 1      |
| 1965/66                   | AFC Ajax        | Nederland | Eredivisie     | 0          | 0          | 0     | 0     | –      | –      | 0      | 0      |
| 1966/67                   | HFC Haarlem     | Nederland | Tweede divisie | ?          | 0          | ?     | 0     | –      | –      | ?      | 0      |
| 1967/68                   | Blauw-Wit       | Nederland | Eerste divisie | ?          | ?          | ?     | 0     | –      | –      | ?      | ?      |
| 1968/69                   | De Volewijckers | Nederland | Eerste divisie | 29         | 1          | 2     | 0     | 1      | 0      | 32     | 1      |
| 1969/70                   | De Volewijckers | Nederland | Eerste divisie | 9          | 0          | 0     | 0     | –      | –      | 9      | 0      |
| 1970/71                   | De Volewijckers | Nederland | Tweede divisie | 32         | 0          | 1     | 0     | –      | –      | 33     | 0      |
| 1971/72                   | De Volewijckers | Nederland | Eerste divisie | 38         | 0          | 0     | 0     | –      | –      | 38     | 0      |
| 1972/73                   | De Volewijckers | Nederland | Eerste divisie | ?          | ?          | ?     | 1     | –      | –      | ?      | ?      |
| Bijgewerkt op 22 mei 2024 |                 |           |                |            |            |       |       |        |        |        |        |